# Ерденебулган (Ховд)
Ерденебулган (монг.: Эрдэнэбулган) — сомон аймаку Ховд, Монголія. Площа 4,7 тис. км², населення 3,9 тис. Центр сомону селище Ег-уур лежить за 662 км від Улан-Батора, за 160 км від міста Кобдо.

## Рельєф
Гори Цагаан уул (2500 м), Арханбуурал, Бадарин нуруу, Хуугийн Асгат (2100 м), Ул, Хуреет (1980 м). Долини Булган, Ег уур. Річки Ег, Уур, Угуумур, Буурал

## Клімат
Клімат різко континентальний. Щорічні опади 300—450 мм, середня температура січня −21°−24°С, середня температура липня +16°+19°С.

## Природа
Водяться манули, олені, дикі кабани, козулі, вивірки, вовки, лисиці, тарбагани, аргалі, дикі кози, дикі кішки, ведмеді.

## Корисні копалини
Дорогоцінне каміння, алюмінієві руди, будівельна сировина.

## Соціальна сфера
Є школа, лікарня, сфера обслуговування.